# Calycellina caricina
Calycellina caricina är en svampart som beskrevs av Dennis 1971. Calycellina caricina ingår i släktet Calycellina och familjen Hyaloscyphaceae.  Arten är reproducerande i Sverige. Inga underarter finns listade i Catalogue of Life.